# ワンナイR&R
『ワンナイR&R』（ワンナイロックンロール、One-Night Rock'n Roll）は、2000年10月19日から2006年12月20日までフジテレビ系列で放送されていたお笑いバラエティ番組。主にコントを中心に構成された。略称は「ワンナイ」。

## 概要

### 『エブナイ』から『ワンナイ』へ（2000年10月 - 2002年9月）
2000年10月、フジテレビの関東ローカルで深夜の帯番組『エブナイ』がスタート。このうち、木曜に放送されていた『エブナイTHURSDAY
〜ウケねらいの木曜日〜』が直接的な前身となっており、宮迫博之と山口智充が結成したユニットデュオ『くず』や松浦ゴリエなどはこの頃から登場している。2001年4月に『ワンナイTHURSDAY』へと改題。
2001年10月より『ワンナイR&R』として独立。深夜時代ではほぼ毎回オープニング前にコントが導入されており、コントの終わりにタイトルコールを行なうことが不定期にあった。
10月11日の初回放送では轟さんが初登場し、11月7日に『くず』が『ムーンライト』でCDデビューを果たす。2002年3月に深夜帯でのレギュラー放送がいったん終了するが、3月27日に全国ネットに初進出。『雨上がり・ドンドコ・ガレッジの“ワンナイR&Rスペシャル!!”』として2時間の特番がゴールデンタイムに放送され、明石家さんま・とんねるずなどがゲスト出演した。6月25日には特番の第2弾が放送される。
2002年4月からは『ワンナイR&B』のタイトルで月曜深夜のNew Generation枠で不定期に放送された。

### 『水10!』枠に昇格（2002年10月 - 2006年）
2002年10月9日に、昇格決定記念の特番を行う。トップは、ナインティナインをゲストに迎えた、本番直前のメイク室でオープニングコントが行われ、タイトルコールで水曜日のワンナイは幕開けとなった。そして10月23日より『ハッピーボーイズ!』の枠移動・改題による後番組扱いで『水10!』内に編入。『水10!ワンナイR&R』となり、初の全国ネットレギュラーとなる。
『水10!』枠昇格に伴い、モノステレオ放送を開始した。
当初は観客（事前の申し込み必要）を入れて平畠啓史・小池栄子・根本はるみを除く出演者のフリートークを挿入しながら放送していたが、後期にはフリートークが省略されることが多かった。昇格から半年後の特番により、ゴリエの妹役を演じた松浦亜弥も登場した。その後、落ち武者やゴリケルなどの人気キャラが次々と登場し、人気が上昇していった。しかし、2003年8月13日・20日に王シュレット事件、粉ミルク事件と2週間連続で重大トラブルを起こした。この影響で、番組スポンサーが提供を自粛する事態にまで発展したものの、番組打ち切りには至らなかった。

### 番組の終了
2005年頃からは、ゴリエによる企画が多くなり、ゴリエが紅白出場した際の舞台裏ではガレッジセールのゴリしか出ていない状態になっていた。この時期には一部のコントを手がけた宮藤官九郎が登場した。その後、ゴリエ企画乱発や、裏番組の日テレ水曜ドラマのヒットによる影響などで視聴率が低下。それらが原因となり、2006年12月20日放送分をもって番組を終了した。なお、同時期には同局の『はねるのトびら』もコント企画が激減しており、民放のゴールデン・プライムタイム全体でコント番組がほとんど放送されなくなった時期と重なる。また同番組の直後に放送していた『ココリコミラクルタイプ』も翌年に終了している。
2009年4月からフジテレビOnDemandにて配信を開始、同年11月から2010年5月までCS放送フジテレビONEにて前番組『エブナイTHURSDAY』を放送し、6月から11月まで『ワンナイTHURSDAY』も放送し、さらに12月から深夜版『ワンナイR&R』を放送することになった。

## 出演者

### レギュラー
番組終了時
- 雨上がり決死隊（宮迫博之・蛍原徹）（エブナイTHURSDAY～）
- DonDokoDon（山口智充・平畠啓史）（エブナイTHURSDAY～） 平畠はワンナイTHURSDAYからの出演。
- ガレッジセール（ゴリ・川田広樹）（エブナイTHURSDAY～）
- 小池栄子（2002年6月25日 SP2～）
- ペナルティ（ヒデ・ワッキー）（2004年～）

それ以前の時期のレギュラー・準レギュラー
- 内藤陽子（エブナイTHURSDAY→ワンナイR&B時代、ゴールデンは2002年10月30日まで）
- 根本はるみ（2002年6月25日 SP2～2005年3月）
- 小出早織（2003年10月8日から）
- 大山英雄（ワンナイTHURSDAY～水10!まで）
- 前田ししょう（サブミッションズ・準レギュラー）
- ブータン大統領（サブミッションズ・準レギュラー）現在はピン芸人として活動中。
- なかやまきんに君（準レギュラー）

以下の6組は、末期に準レギュラーとして様々なコント･コーナーに出演した。
- 長州小力
- FUJIWARA（藤本敏史・原西孝幸）
- レイザーラモンHG（レイザーラモン）
- クロちゃん（安田大サーカス）
- オリエンタルラジオ（中田敦彦・藤森慎吾）
- ブラックマヨネーズ（小杉竜一・吉田敬）
- ハリセンボン（近藤春菜・箕輪はるか）

### 「もんじゃろ学園物語」出演者
- 寺本愛美（マナミ役）
- 福永マリカ（マリカ役）
- 志保（シホ役）
- 鈴木かすみ（カスミ役）
- 田村翔（ティム・レビット）（ティム役）
- 桜田通（ナオヤ役）
- 岡田寿久（岡田役）
- 浅見れいな（担任・れいな先生役）
- 吉川ひなの（ひなの役）
- シンディ・ローパー（シンディ役・ゲスト出演）
- 小池徹平（担任テッペー先生役・ゲスト出演）
- 友近（岡田の母親役・ゲスト出演）
- オリエンタルラジオ（中田敦彦・藤森慎吾）（プラズマイドZ（宮迫）の弟役・ゲスト出演）
- レギュラー（松本康太・西川晃啓）（西川校長・松本教頭・ゲスト出演）
- 住谷正樹（現・レイザーラモンHG）（レイザーラモン、新校長役・ゲスト出演）
- 安室奈美恵（教育実習生役・ゲスト出演）

## コントキャラクター
- 伊藤プロデューサー（山口）
この番組のプロデューサー・伊藤征章のパロディ。ヘルニアをわずらっていることをネタにする。
- 大白（ヒデ）
色白の日本代表。ロナウジーにゃの相棒?大黒将志のパロディ。
- 落武者（ゴリ）
下記を参照。
- 音群 奏 (オトムラカナデ)（山口）
以前は新幹線売り子等の最終面接官をしていたが、最近は様々な職場に顔を出しては客や店員などに迷惑をかけている。挙げ句の果てには客や店員を投げ飛ばすなどの暴力行為を行うことがある。かなり独特のイントネーションを体得していて、返事は「モン」。回れ右や敬礼などでも独特の動きを見せる。上司の宮迫を「ミヤサク」とよぶ。着ているワイシャツは常にズボンの中に入れている。マザコンで、母親はピアノ教室を開いている音群響子である（小池）。
最終回では響子曰く人様にあまり迷惑のかからない北海道のとある小さな駅で駅長として無事就職を果たした。
- 木村ダロー（山口）
ジャーナリストの木村太郎のパロディ。ミヤパン（もしくは女子アナ）に対しセクハラまがいの行動を取る。
- 黒木（山口）
有名歌手（宮迫）のバックバンドの代わりにやって来たバックバンド『アルマジロ』のバンドマスター。愛想はいいが、とぼけた性格の関西人。トランペットや三味線などの様々な楽器を使うが、実際は全て山口のマネであり、ボーカルよりも前に出るばかりか、しまいには楽器の音色のマネをしながら歌いだしてしまう。そのたびに、宮迫から「テメェ口で言ってるだろ」と突っ込まれる。
くずのシングルCD「その手で夢をつかみとれ!」に黒木さんバージョンが収録。
- ゴリケル・ジャクソン（ゴリ）
マイケル・ジャクソンのパロディで、ジャーナリストグッチー・バシール（山口）による『ゴリケル・ジャクソンの真実』に登場する。マイケルの整形疑惑になぞらえて付け鼻をしている。5歳になる息子を溺愛しており、息子を叱りたくないという一心でその悪戯の一切から目をそらしている。バシールから付け鼻を整形と言われても、「整形じゃない、成長だよ」「これはクッキーだよ」などと真っ向から否定する（たとえ明らかにズレていたり外れていたり、プリンスに奪われていても、である）。その他、問い詰められる度に苦し過ぎる言い訳をしている。最近は訴訟騒動の影響で生活苦らしい。
- プリンス・ゴリケル1世（宮迫）
ゴリケルの5歳になる息子。マスコミを毛嫌いするゴリケルの教育方針からか、マスクで顔を覆っている。ほとんど「ダディ！」としか喋らない。凶行とすら呼べる悪質な悪戯を、グッチーやゴリケルの区別なしに数多く行うが、幼少期に虐待を受けたゴリケルは断固としてゴリケル1世を叱ろうとしない。着け鼻で父を判別しており、着け鼻が着いているものなら何でも「ダディ」である。
- Sせん（小池）
無謀な課題を与えながら、面白くない場合はSM用の鞭で「ビンタ」の制裁を与える。ごくせんのパロディで、もんじゃろ学園ではサディスティックな理科教師。後に「みやお」を格好の餌食にしている。
- じゅん×2（川田）
下記を参照。
- 天六のおばちゃん（蛍原）
くずの専属会社の社長だが、まともに給料を払っていない。借金取りや万引きGメンによく捕まり質問をされるが、明らかにふざけているとしか思えない返しをする。
- 轟さん（宮迫）
下記を参照。
- 松浦ゴリエ（ゴリ）
- 謎の和尚 みやお（ワッキー）
オレンジ色の袈裟を体にまとっている。柄杓で顎を叩けば願いが叶うと言って、ゴリエと立ち回りをする事が多い。2006ゴリエ杯争奪全日本チア選手権では、一般出場者である史上最強の素人「ペコリ牛山」と凄まじいバトルを展開した。
「もんじゃろ学園物語」では柄杓しかデッサンしない美術教師役。Sせんの相方になってからはMキャラが定着し、レイザーラモンHGのコスチュームのホットパンツのみを穿いた格好がメイン。Sせんにムチで叩かれた時はいつも本気で痛がっている。
- プラズマイドZ 5000（宮迫）
怒るとフロンガスと二酸化炭素を放出する最新鋭ロボット。背中のスイッチをオフにされると動けなくなる（小池環境大臣に、フロンガスは環境を壊すからとスイッチを切られたことがある）。家は貧乏。「もんじゃろ学園物語」生徒（学費滞納中）。弟はオリエンタルラジオ（ゲスト出演）。なお、名前の設定はいつしか無くなってしまい、後にはほぼ「ロボット」と呼ばれていた。
- ミヤパン（宮迫）
下記を参照。
- 三好のおっちゃん（山口）
- リサコ（川田）
自称・帰国子女。ただし英語の発音は極めておかしい。いつもピクルスを食べていて周りに食べるようにうながす。また蛍原のことを「ホトファラサ〜ン」と呼ぶ。
- ギノ&マンタ（ガレッジセール）
下記を参照。
- ロナウジーにゃ（ワッキー）
フィールドの奇術師。山上兄弟のまねでサッカーをするロナウジーニョのパロディ。
- 山田兄弟（山口・ゴリ）
山田かつら所属のヘアメイク兄弟。ザ・たっちをモデルにしている。
- イエロートリオ（宮迫、小池、根本）
下記を参照。
- ウガンダゴリラ (宮迫)
深夜時代のエンドキャラコーナーで登場した1回きりのキャラクター。頭は大きいゴリラで、体は人間である。
- ウガンダゴリラ（宮迫）
ムチャゴロウのペットのゴリラ。ウガンダ・トラのパロディ?
- 宇宙人 (蛍原)
- エリマキトカゲ (宮迫)
- 大神ワキオ（ワッキー）
狼男風のキャラクター。フジテレビのADをしている。
- 大山三兄弟（大山、宮迫、ゴリ）
- お局ADフジイキヨミ（宮迫）
元ネタは元ADの藤井貴代美（あっぱれ!!さんま大教授のディレクター）。彼氏は新人ADのエビちゃん。また、エビちゃんや自分の悪口を言われるとマジギレする。
- お豹（ゴリ）
豹の格好をしたシングルマザー。ガキポリス・スリーアミーゴズと対戦した。
- オンディーヌ（ゴリ）
「オンディーヌ家の一族」と名乗る貴族。居合わせた庶民に対し威張り散らす。『君ん家のドアノブを全てマンゴーに変える事だって出来る』『君のポッケを生レバーで一杯に出来る』など、どうも微妙な脅し方をした後、『オンディーヌ家の一族だからねぇ!!』と、やたらとエコーをきかせた声で自らの権力の大きさを自慢する。その後で、「誰がアルフィーの高見沢だ」と勝手にキレることも。だが、最終的に情けない一面を見いだされ、号泣する。「フランス革命」なる必殺技（タックル）を持つが、宮迫に別の技「ベルリンの壁崩壊」で返されたこともある。山口が出演せず、平畠が出演する唯一のコントコーナーである。
- 加護ホトちゃん (蛍原)
- カワッパー&ホトッパー（川田・蛍原）
二人で食べられそうもない創作料理を作る。
- がんばってマン (川田) 
深夜時代にエンドキャラコーナーで登場した。
- 木の内（宮迫）
美声のサラリーマン。口を閉じることが出来ず、常に出っ歯である。
- 吉川コウジ（山口）・玉置コウジ（ゴリ）
『あぶない刑事』のパロディ『あぶないWコージ』の登場キャラクター。黄色のスーツを着た吉川は何かにつけて『ワチャチャ』、緑のスーツを着た玉置は『はーーーーい』を語尾につける癖がある。本作のスペシャルでは吉川本人が本庁警部補役として出演。自分の持ち歌の曲名をパロディにして小池をデートに誘い、さらにはアドリブで（当時小池が出演していた競輪のCMに因み）「競輪場に来い！ けえーこ〜♪」と歌うなど、ギャグセンスの高さに出演者一同圧倒されていた。
- キャロライン（宮迫）
『エブナイショッピング』に登場していたキャラ。
- グチケル・ムーア（山口）
マイケル・ムーアのパロディ。
- ぐっさんお兄さん (山口)
深夜時代にエンドキャラコーナーで登場した。
- 毛抜田ツルオ（でんじろう）（ワッキー）
「サイエンスティーチャー」を名乗り、奇妙な実験をする。米村でんじろうのパロディ。
- 児玉キヨシ（前田）
スーパーの店員等をしていて、客がどんな事を言ってもそれが答えとなるような問題を強引に作り出し、「正解」にする。
- 作家カッシー (山口)
- ジャパネットはかた　はかた社長（山口）
ジャパネットたかたのパロディ。はかた社長が名前のとおり、福岡県および九州地方にちなんだ「便利グッズ」を紹介するが、実際は便利どころか痛い目にあう商品ばかりで、共演する進行役の宮迫が毎回ひどい仕打ちにあうが、逆にはかた社長が返り討ちされることも少なくない。しかし、王シュレット事件を起こしたため後に消滅した。
- ゴリゴリ（ゴリ）
- サコサコ（宮迫）
- 吸田（ゴリ）
吸血鬼風のキャラクター。フジテレビのADをしている。
- ストレスマン（ゴリ）
ストレッチマンのパロディ。歯茎が見え見えで気味悪がれている。
- スタイリッシュ村岡（山口）
スタイリスト。ゲスト出演者が番組やイベントの告知をする時に登場する。意味も無く服を折り曲げたり、人をガムテープで固定したりする。
- ジーパン刑事（ゴリ）
松田優作が太陽にほえろ!で演じていたジーパン刑事のパロディ。何者かに一本しかないジーパンの裾を切られて短パンにされている。本家同様、事件が起こると「何じゃこりゃあ!」と叫ぶ。
- 染だろう (川田)
深夜時代にエンドキャラコーナーで登場していた。
- 丹下のおっさん（山口）
あしたのジョーのパロディ。ゴリエと川ちゃんの相談役をしていた。
- 寅さん (山口)
- 立川だんし（前田）
- タモリ（蛍原）
- チョコボーイ山口（山口）
下記を参照。
- デーモンこぐれ (山口)
- 富井（山口）
紫のスーツを着ているホスト。「水曜ホーム劇場 おむこさん」のレギュラーキャラ。常に落ち着きなく左右に動いており、「フワッフゥ!」「それそれそれそれ!」などが口癖。自己紹介は「富士山の『富』に井戸の『井』で『トミー』っす!」と言う。恋人（小池）との交際を義父（宮迫）に認めてもらおうとするが、宮迫には「俺と同い年か年上の男に娘はやらん」と拒否されている。年齢はいつ聞いても「自分、二十歳っす」と答える。それを証明するために子供の頃のエピソードを話すが、それは明らかに年齢が上の時代のものである（「フラフープが流行ってました」「なめ猫の免許証持ってます」等）。毎回宮迫等が演じる家族が何らかのトラブルを抱え、それを乗り越える度にその原因が自分である事をカミングアウトし、関連した歌を歌う という内容だった。歌っているときは、ほぼ毎回宮迫から「歌はうまいけど歌い方が古いな」と言われていた。もともとは「ウォーターボーイズ～水商売の青春～」という架空のVシネマのオーディションコントに登場したキャラクターで、このときはタンバリンや合いの手、曲紹介などの進行を熟練した捌きで見せていた。また、「二十歳でタッキーと同期」と言うが、オーディションを審査する監督たち（蛍原、川田、小池）には「どう見ても違う」と突っ込まれていた。
- ドロボウ（ガレッジセール）
- ドン・キング&ラン・キング（川田・ゴリ）
- 中田ヒデ（ヒデ）
- 野田社長（川田）
- 八田さん (山口)
- 彦マロ (大山)
- ヒド摩呂（山口）
彦摩呂のパロディ。
- 藤本ギーチ（山口）
藤本義一のパロディ。必ず自分の名前に掛けたジョークを言うのが恒例である。
- 病人（平畠）
入院着姿で、点滴を常に受けている。「ワンナイミュージカル」のキャラクター投票で10位以内（4位）に入ったので出演ができた。最終回にも登場したが、既に故人になっていた。
- フラン健（川田）
フランケンシュタイン風のキャラクター。
- 布袋トモヤス（ゴリ）
- 蛍太郎（宮迫）
ホトミの弟。悪ガキ。
- ホトミ（蛍原）
口癖は「ホトミよ〜♥」。ケチャップが大好物でいつでもケチャップを携帯している。そして何にでもケチャップをかけるマゾな女。いつも同級生のヒロシにいじめられている。『ワンナイ』終了後は「恋のかま騒ぎ」（『めちゃイケ』）にも登場した。
- マイケルグッチー（山口）
- マレーシアオオトカゲ（ゴリ）
ムチャゴロウのペットのトカゲ。近づくと噛んでくる。
- 宮サ子（宮迫）
イエローキャブ在籍9年目という設定のグラビアアイドル。天然である。
- 宮貞子（宮迫）
映画「リング」の山村貞子のパロディ。
- 宮迫ひろゆキティ(宮迫)
ミュージカル『キャッツ』に出てきそうな、全身黒い、ハローキティのパロディ。
- ムチャゴロウ（山口）
ムツゴロウこと畑正憲のパロディ。『ムチャゴロウと不愉快な仲間たち』で登場したキャラ。扇風機などを勝手に生き物にして無茶なネーミングをしている。また、動物に無茶な注文や行動をさせることも。
2009年の10月から放送中の『森田一義アワー 笑っていいとも!』の木曜コーナー『つるブーのできるかな!?』でつるブーの飼育員の役として復活を果たした。
- 森木たけろう（川田）
- やしきタカジン（山口）
東京やNHKを放送禁止用語で容赦なく批判している本家とは逆に、批判を一切せず東京、NHKを好むような発言を連発しているが、たかじんはこのことについて承知している。
- 矢部ひろゆき (山口)
- 安岡リキ也
- ユメ子 (ゴリ)
深夜時代のエンドキャラコーナーで登場した。
- 吉イクゾウ（山口）
- ワッキティ（ワッキー）
ミュージカル『キャッツ』に出てきそうなハローキティのパロディ。全身白い。
- 和田アキコ（ゴリ）
「すぃろい巨塔」に登場する。

### コントキャラの解説

#### くず（山口・宮迫）

##### 来歴
HIRO（宮迫）、ANIKI（山口）によるスーパーデュオユニット。名前はゆずのもじり。ANIKIが作詞・作曲・ギター、HIROがダンスを担当。当初は牢獄に入れられた不良コンビで、音楽を通じて更生するというコントのキャラクター（ブルース・ブラザーズのパロディ）だった。
2001年11月7日、「ムーンライト」にてCDデビュー。同局の音楽番組『HEY!HEY!HEY! MUSIC CHAMP』へ出演した。
2002年、「生きてることってすばらしい」をリリースし、記念ライブを開催。テレビ朝日系の音楽番組『ミュージックステーション』や、年末恒例の『ミュージックステーションスペシャルスーパーライブ2002』にも出演した。
2003年、アルバム「くずアルバム」をリリース。同作には、GLAY、宇多田ヒカル、甲斐よしひろ、佐野元春などが参加している。また、同年のフジテレビ入社式にサプライズでゴリエとともに登場した。
2004年に3rdシングル「全てが僕の力になる!」をリリース（オリコン初登場1位を記録）。同楽曲は前年9月に開催された「世界柔道2003大阪」のテーマ曲、番組のコントドラマ「おむこさん」の主題歌に採用された。また、同年にGLAYがリリースした『THE FRUSTRATED』収録の南東風に参加している。
2005年、当番組のAPであり、妻と離婚した志賀直哉を励ますべく制作した新曲「みんな一人で生きてない!」を「FNS志賀歌謡祭」にて披露（世界柔道2005エジプトテーマ曲の「その手で夢をつかみとれ!」のカップリング曲として収録）。マネージャーは専属会社の社長である天六のおばちゃんが務めた。
2006年11月1日に5thシングル（事実上のラストナンバー）「夏の日々と親父の笑顔」を発売。「生きてることってすばらしい」以来ワンナイでのドラマ仕立てコント後の発表&発売日テレビ初演奏となった。以降は活動停止状態だが、山口がレギュラーを務めるテレビ朝日『笑顔がごちそう ウチゴハン』2009年7月5日放送回で宮迫がゲスト出演し、久々に歌声を披露した。
2021年1月5日、宮迫のYouTubeチャンネルにて「20年ぶりに『くず』を復活させました」という動画を投稿、山口がゲスト出演しユニットの復活を宣言。同月9日に投稿した動画では「ムーンライト」「お前からの手紙」「全てが僕の力になる!」の3曲を披露した。

##### ディスコグラフィ

###### シングル
1. ムーンライト（2001年11月7日）
2. 生きてることってすばらしい（2002年10月30日）
3. 全てが僕の力になる!（2004年3月17日）
4. その手で夢をつかみとれ!/みんなひとりで生きてない!（2005年9月14日）
5. 夏の日々と親父の笑顔（2006年11月1日）

###### アルバム
1. くずアルバム（2003年3月26日）

###### DVD
1. ワンナイPresents くずLIVE（2002年8月21日）
2. ワンナイPresents くずLIVE2002（2003年3月26日）

#### 轟（とどろき）さん（宮迫）
- 宮迫が扮する筋肉質な「男すぃ」（だんすぃ。男子のこと）が大好きで「女すぃ」（じょすぃ。女子のこと）が大嫌いな男性。いわゆるゲイなのだが、ゴリエのことは嫌いではなく良き理解者でもある。
- 自己紹介の時は、「車車車、車三つで…轟です。」と言う（…で様々なリアクション、アレンジを入れることが多い）。宮迫は、「（くるま、と連呼しているのだから）自動車のCMに出演したい」と発言していた。
- 時々「ぎゅーん!」「ソイヤ」「ビキッ」「ぽかーん」「ポンッ」といったギャグのような行動を行う。
- 基本的にタンクトップ・黒いタイツの格好をしている。
- 「女すぃはうるせぇんだよ、黙ってろよ」と暴言を吐く。しかし一時期、宮迫自身がゲイであるという勘違いが発生し、一部のゲイが宮迫の目の前で自慢の筋肉を披露したという。それに対して宮迫は、「それはキャラや!」と一蹴する。
- 一番好きな男性は、映画俳優で政治家のアーノルド・シュワルツェネッガーである。以前はチャック・ウィルソンが好きだった。実際に轟のキャラクターで対談も果たしたが終始素の宮迫で話し続け、対談終了後には「無理や!」とコメントしている。
- ワンナイ自体には2001年のエンドキャラコーナーで初登場したが、元々はテレビ朝日のバラエティ番組『アメジャリチハラ』で生まれたキャラクターである。
- 最終学歴は東京大学文学部第三類フランス語フランス文学専修課程卒業である。
- 恋人は渡辺いっけいで、激しいキスを連発した。そのせいで渡辺の両親が呆れたらしい。
- 『轟そい也』という、演技がたどたどしい弟がいる。
- 2003年3月26日のオールキャラ総出演SPではフジテレビ開局45周年記念コントとして放送された「すぃろい巨塔」（元ネタは同年フジテレビ開局45周年記念ドラマとして制作された白い巨塔）では第一外科教授として「轟軍団」を率いた（一度ニューハーフになった川田の性器を縫合したことがある）。
- 2004年12月22日の年末SPでは「轟男祭り（PRIDEのパロディ）」のコーナーで、『ハッスル対ソイヤ統一王座決定戦』として小川直也に挑戦した。ワンナイチームで小川に挑んで、結果は轟の勝ちとなった。（ルールにより小川はハッスル使用禁止となったが、轟が認めたため小川はハッスルの使用許可が出た。）
- 娘がいる設定だったことがある（娘役は小池）。その娘が誘拐されたとき、助けを求めたにもかかわらず、「女すぃは黙ってろよ!」と言った。
- 最終回では「男すぃ」だけではなく「女すぃ」にも好かれていた方が二倍お得だと考え両刀になっている。また言動などから川ちゃんやゴリエにも気があったかのような描写が別れ際にあった。
- 最後の出演シーンでは「川ちゃん、もう二度と会うことは無いだろうけど、今まで本当に楽しかったな！ゴリエちゃんのこと、絶対に幸せにしてやれよ!」と視聴者の（最終回であることを暗示した）涙を誘う言葉とともに去っていった。
- 2020年3月3日、宮迫のYouTubeチャンネルに、宮迫が轟のキャラクターで出演する新作動画がアップロードされた[6]。

#### 落武者（ゴリ）
- 自称「正義のバブル侍」。上半身裸で、頭に矢が三本刺さっている。当初は小池演じる女性が落ち込んでいるところを突然現れて陽気に慰め、一時打ち解けて仲良くなるものの「付き合っちゃわない?」などと口に出すと小池の態度が一変し、「嫌だ、気持ち悪い!」と断られて、落胆してぼそぼそした声になり変態的な事を言い出す（と、同時に相手も態度を急変させる。）というコントのキャラだった。男性を慰めたこともあるが、結末は同じ。名台詞としては「ヤッホ」「ナイスです」「異議なし!」等がある。
- 一時期は「男の中の男を目指せ!　落武者武者修行」という企画が行われ、自らがファンである小池に男らしいところを見せるために陸上自衛隊のレンジャー訓練やタイ王国陸軍特殊部隊、韓国海兵隊式訓練（教官は軍人であるが、訓練生は民間の若者である。）、大学の応援団での修行に挑戦した。
- まともに修行をせず、その失敗を人のせいにするなど（スタッフの指示という説も。）小池曰く「冗談にしてはつまらなすぎる」という。その余りの情けなさに小池を本当に泣かせた事がある。
- 後年にゴリは「僕が二度とできない仕事の三本指に入る一つ」として韓国海兵隊式訓練を挙げており、極めて辛い仕事であったと語っている[7]。
- 最後は小池と結婚しており、政治家として出馬している。またゴリが最終回で唯一ゴリエ以外で演じたキャラクターであった。
- 2020年9月４日、ゴリのYouTubeチャンネルにおいて14年ぶりに復活した。鏡越しで再会したゴリは、「恥ずかしさと懐かしさと、元カノに会ったみたい」と感想を漏らした[8]。

#### ギノ&マンタ（ガレッジセール）
- ギノ（ゴリ）とマンタ（川田）が司会を務め、様々な人気番組を沖縄風にパロディー化する。『ワンナイTHURSDAY』時代に、『HERO』のパロディコントで初登場。当初はドラマのパロディコントも行われたが、『ワンナイR&R』にリニューアル以降は『クイズ$ミリオネア』のパロディを皮切りに、バラエティ番組に一本化された。ギノ&マンタの名前は、『クイズ$ミリオネア』の司会を務めたみのもんたと沖縄県宜野湾市を掛けたもの。
- 毎回宮迫が「本土からのゲスト」として登場するが、ギノ&マンタのノリに振り回されたり、番組内容にツッコミを入れたりする役割となっている。
- 宮迫がいつも登場時にやっているギャグ「宮迫です!」をやると、ギノに「指を前に出すとハブに咬まれるよ!」と注意され、宮迫が「本当ですか?」などと聞くと、ギノ&マンタの二人に「ドゥー!（沖縄弁で嘘という意味）」と言われ、宮迫が困惑するのが定番となっている。
- この二人のそばにはいつも、「シーサーちゃん」というマスコットがいる。またシーサーちゃんはゲストの宮迫を嫌っているのか、話しかけられても無視をしたり、そっけない対応をしたりして、いつも宮迫をイライラさせている。
- 沖縄出身の芸能人（国仲涼子、DA PUMP、ともさかりえなど）が宮迫と共にゲストとして出演することがある。また、大道具担当の瀬名波康之（チトセアート所属）は沖縄出身ということで度々登場した。
- タイトルの頭に必ず「沖縄TV」が付いている（実在する沖縄県のフジテレビ系列局・沖縄テレビとは無関係）。

放送された番組 (括弧内は元ネタの番組)
- HERO2（HERO）
- お水の那覇道（お水の花道）
- クイズ$シュリオネア(クイズ$ミリオネア)
- 笑っていいさぁ～!(笑っていいとも!)
- シュリビアの泉(トリビアの泉 〜素晴らしきムダ知識〜)
- シーサーのごきげんようさぁ～(ライオンのごきげんよう)
- 琉球教育委員会(平成教育委員会)
- 踊る!まんざ御殿!!(踊る!さんま御殿!!)
- 脳内エステ 琉Qサプリ(脳内エステ IQサプリ)
- 食わず嫌い王決定戦さぁ～(食わず嫌い王決定戦)

#### チョコボーイ山口（山口）
- テカテカに光った色黒い顔の青年。黒のタンクトップにウエストを高くした白いジャージという服装で、金色のペンダントを首にかけている。
- 手の動きや口調が卑猥で、性的なものを連想させるもの（例：バナナ、ちんちん電車、ゴムボート、行くなど）を見聞きすると「ああ〜っす!」と叫び興奮する。[9]興奮が高まると、ペンダントにキスをすることもある。またコントによっては対象物にわざとモザイク処理することで卑猥に見せる演出もあった。
- 彼のコントは「ワイドショー番組のお宅訪問コーナー」や「料理番組」のような形式で行う。
- 進行相手は蛍原扮する蛍山絹江(ほとやま きぬえ)おばあちゃんで、コントに応じて若干設定が変わっていた（料理学校の校長、園芸暦20年のベテラン、イチゴ農家など）。
- 回によっては監督役で川田も登場。基本的に蛍山おばあちゃんにダメ出しをする役だが、時折山口がNGを出してしまい、アドリブでダメ出しするシーンも多かった。撮影の際、変な掛け声をするのが定番となっていた。
- モデルはAV男優のチョコボール向井。
- 下ネタが多いので「水10!」に移行してからは封印された。
- 2003年1月1日の深夜3時45分から20分間、「ワンナイ特別編 チョコボーイ山口SP」が放送され復活した。CM・スポンサー無しで、これまで以上に過激な下ネタをやりたい放題。他のメンバーが「これ放送していいんですか?」（ゴリ）、「最低ですね」（川田）、「このキャラ時間帯に関係なく抹消や!」（宮迫）と言うほどだった。
- また、2004年末に開催されたイベント「HOT☆FANTASY ODAIBA」の魅力を伝える深夜の情報番組「ホットファンタジーワンナイSP」のスポット案内人として復活した。
- 宮迫とゴリはチョコボーイ山口の危うさを認めつつも、その独特のキャラクター性とネタを高く評価していた[7]。
- 最終回では蛍山おばあちゃんと結婚、北海道小樽の市場で鮮魚店を営んでいる。

#### ミヤパン（宮迫）
- 2000年フジテレビ入社の永遠の新人アナウンサー。
- モデルは千野志麻（愛称チノパン）。
- 「ワンナイスーパーニュース」では木村ダロウ（山口）に二の腕をネタにされていた。
- 「新ドラマチェック」や「ゴリエの恋のじゃろがい」の案内役。
- はいているスカートがぴったり過ぎて股間のところがモッコリしていたこともあり、出演者からツッコミされたこともある。

#### じゅん×2（川田）
- 女性レゲエダンサー。1989年生まれらしい（2005年5月4日の放送で16歳）。2005年2月のエンドキャラコーナーで初登場した。
- 本名は「宮田じゅん子」。
- ラジカセの音楽（Bounty KillerのSufferer）にあわせて踊り、踊っている最中にズボンが下がってパンツが見えると見ていた共演者に「ダンスよりパンツか?」と逆ギレして詰め寄る。
- レゲエダンスに夢中になりすぎて、通っていた高校を退学になったらしい。
- その後はフジテレビの石本沙織アナウンサーにそっくりだという話が聞かれる。

#### イエロートリオ（宮迫、小池、根本）
- 3人組の「セクシー」ユニット。参加者は91cmのFカップ小池栄子、事務所屈指の103cmのIカップの根本はるみと宮サ子（宮迫）の3人。
- ユニット名は小池と根本が所属している芸能事務所のイエローキャブから拝借したもので、黄色のヘソ出しと長手袋を身にまとったコスチュームで登場する。
- また、このコントではイエローキャブの野田義治社長そのものをモデルにしたキャラクターも出演する。
- いつも暴走する宮サ子が小池と根本に逆に仕返しされたことがあった。

## コントドラマ
- ワンナイレッスン
- ワンナイ合コンマニュアル
- ワンナイ結婚マニュアル（全23話）
  - DVD：水10!ワンナイR&Rスペシャル ゴリエのワンナイ結婚マニュアル完全版（2006年7月14日、ポニーキャニオン、規格番号:PCBC-51024）
- ゴリエのよろこびライフ
- もんじゃろ学園物語
- くずドラマ
- 水曜ホームドラマ　おむこさん
- 男女6人化け物語（全6話）
- 吉本印 天然素材物語（全3話）
- 世にも奇妙な男の物語
- 世にも奇妙な男の話
- デニム 大捜査線 〜THE JEANS〜（全3話）
- 水曜ホームドラマ 16才（全3話）
- ワンナイファンタジックストーリー
- ワンナイ男のホンネ
- ワンナイ女のホンネ
- ワンナイホームドラマ 倫子の毎日（全1話）
- 水曜サスペンスホームドラマ この子 誰の子（全3話）
- ワンナイラストR&R (最終回)

## コント以外の主なコーナー

### トーク
オープニング後やコントコーナーの合間に行われる。抽選によって選ばれた観客を入れたライブスタジオでトークを繰り広げる。当初は宮迫博之と山口智充のみだったが、水10！から他のメンバーも加わった。

### LIVE終り…
- ワンナイThursday～水10！の初期にかけて行われた。THURSDAY時代は、LIVEを終えたメンバーと加茂Ｐが舞台裏でトークしていたが、R&R(深夜時代)からはトークライブを終えたメンバーと週替わりのコントキャラクターが掛け合いを繰り広げるようになった。このコーナーで轟さんや落武者が初登場した。深夜時代はこのコーナーで毎回エンディングを迎えており、提供クレジット後にくずのムーンライトの歌詞中にある、「いい夢見ろよ…」のテロップが表示されて番組終了していた。

### ルーレットーク
- お笑い芸人などのコンビ（過去オリエンタルラジオ、レイザーラモン、松野明美夫妻などが登場）がルーレットマシンに乗り（玉となって）、ストップボタンを押して止まった所の内容のトークを行う。トーク（ゾーン）は「恋の話」「好感度UP」「ぐっさん」「面」のほか、ほしいものがもらえる「プレゼント」があるが、「プレゼント」に止まった事はない。スタートボタンは各トークテーマの司会者がトークの途中で好き勝手に押す。（都合が悪くなるとすぐに回す）VTRを見る限り、ボタンを押したときにルーレットが止まっていない。回転中に見える順番は左から「恋の話」→「好感度UP」→「プレゼント」→「ぐっさん」→「面」（再び「恋の話」…と繰り返す）となっている。
- 2006年10月25日は、ロンドンブーツ1号2号・おぎやはぎが出演し、ロンドンブーツ1号2号・おぎやはぎ・ガレッジセール・雨上がり決死隊の4組による「初代MC王決定戦」を行った。結果は、ロンドンブーツ1号2号が優勝した。

#### ゲスト
- ハリセンボン
- レイザーラモン
- オリエンタルラジオ
- 松野明美・前田真治夫妻
- 石原さとみ・田畑智子
- 和田アキ子
- 叶姉妹

#### ゾーン内容・キャラクター
「恋の話」（桃色●）…悪元勝（宮迫）、東海林悪ノリ子（小池）　（第一回のみの登場で、梨元勝・東海林のり子のパロディ）→みーやん（宮迫）、えーやん（小池）（秋葉原のメイドをモデルとしている）→桜塚みやっくん（宮迫）、桜塚えっくん（小池）（桜塚やっくんのパロディ）
ゲストとテーマに沿った恋のトークや当時の写真を出したりなどをするゾーン。
「好感度UP」（緑色●）…ゴリもんた（ゴリ）、川橋佳代子（川田）（『午後は○○おもいッきりテレビ』をモデルにしており、みのもんた・高橋佳代子のパロディ）
ゲストとテーマに沿った好感度UPのトークをするゾーン。テーマがでたときなどに観客（サクラ（奥様））8名程度が声を揃えて感想を言う（バラバラになることもある）。
2006年9月20日放送分の2回目で和田アキ子が出演した際は川田が和田（カワ田アキ子）、ゴリが峰竜太（峰ゴリ太）に扮し『アッコにおまかせ!』形式をとった。ただし観客はそのまま（本家『おまかせ!』では若者や中高年が観客）。
「ぐっさん」（黄色●）
お題（主に山口が様々な芸能人に扮したり競技をしたりなど自由にものまねをする自由ゾーン）がルール説明時に出る。止まった後に少しだけ公開される（その後は自動的にスタート）。ただし止まる確率は低い。
「ご対面」（青色●）…蛍村淳（蛍原）（浜村淳のパロディ）
ゲストと親交のある懐かしの人やゲストが会いたい芸能人などとご対面するゾーン。
2回目の際には必ずペナルティが相手として出る（主にそのコンビの持ちギャグは自分たちのギャグからパクったと主張する被害者としての役で出る）。
「プレゼント」（黒色●）
ここに止まるとゲストの希望商品を獲得できる。「ぐっさん」同様に止まる確率が低く、幅も少し狭い。なお、ここに止まったことは一度もなかった。

#### 2006年10月25日放送の「初代MC王決定戦」内容
ルール
制限時間3分以内に新人ADから出されたトークテーマを話す。ゲストはトークの内容が面白くない場合またはトーク中に「このMCに飽きた」という場合はボタンを押してスタートさせ、再び止まったところのゾーンでトークを行う。
4組の出場者が座ったゾーン
「恋の話」…おぎやはぎ
「好感度UP」…ロンドンブーツ1号2号
「ぐっさん」…ガレッジセール
「面」…雨上がり決死隊

### ONE NIGHT TRIBUTE
- ゴールデン初期から2003年にかけて放送。ワンナイキャラクターがスタジオ、もしくはオリジナルのPVで歌手の歌をカバー（替え歌）をする。主にエンディングに放送された。

#### これまでの放送
- 轟&筋肉青年隊
  - 一世風靡セピア 「前略、道の上より」
  - 氣志團「One Night Carnival」
  - B'z「B'zメドレー」
  - TUBE「TUBEメドレー」
  - モーニング娘。「LOVEマシーン」
  - モーニング娘。「恋愛レボリューション21」
- ギノ&マンタwithシーサーちゃん
  - 少年隊「仮面舞踏会」
  - SMAP「SHAKE」
- Gパン刑事
  - 中島みゆき「地上の星」
- お局ADフジイキヨミwith新人ADエビちゃん
  - チェッカーズ「ギザギザハートの子守唄」
- 加茂プロデューサー&伊藤プロデューサー&たくちゃん
  - チェッカーズ「あの娘とスキャンダル」
- 伊藤プロデューサー
  - 織田裕二「Love Somebody」
- 城之内さん
  - 中森明菜「中森明菜メドレー」
- メロンちゃん
  - ユーミン「卒業写真」
- 天六のおばちゃん
  - BORO「大阪で生まれた女」

## ワンナイ事件史
ワンナイR&R内では、過去に度々重大トラブルを起こしており社会的な批判を受けている。その影響も重大であり、特に王シュレット事件に関しては2003年の日本シリーズにおける系列局（テレビ西日本）の努力を水の泡にする結果（当時の日本シリーズ放送権の剥奪）となった。
主な事例を以下に示す。

### 王シュレット事件
- 2003年8月13日に発生した、「ジャパネットはかた」内で「福岡ダイエーホークス（現：福岡ソフトバンクホークス）の王貞治監督（当時）を侮辱する内容を放送した」と批判されたことを発端とする一連の騒動のこと。詳細については該当記事を参照のこと。

### 豚骨スープ事件
上記の王シュレット事件の直後、同「ジャパネットはかた」コーナー内で「布団こつ乾燥機」という架空機器を説明する際、豚骨スープの油分で水分を弾くと説明した上で半裸で寝ている宮迫や、山口の股間に熱々の豚骨スープを流し込むという内容が放送された。

### 粉ミルク事件
- 「王シュレット事件」の翌週となる8月20日の放送、冒頭にフジテレビの須田哲夫アナウンサーが「王シュレット事件」を謝罪したこの日、NANIWAで妊婦に扮した小池に破天荒なリーダーに扮する山口が粉ミルクをかけるというコントを放送したところ、視聴者から「育児に不可欠な粉ミルクを軽率に扱うとは何事か!」などの苦情が寄せられた。さらにこのコントで使用された粉ミルクが和光堂の製品「ぐんぐん」である場面が映っていたため、和光堂からも「企業イメージを損ねた」として抗議された。なお翌週のエンディングでは謝罪アナウンスではなく、謝罪テロップが流れた。

### ゴリエvsくず
- 2005年のお台場冒険王におけるミュージカル開催のときにゴリエが「ペコリナイト」を、その後くずも「その手で夢をつかみとれ!」「みんなひとりで生きてない!」という新曲をそれぞれ発表したが、この発売日が同9月14日と全く同じ日となることが発表された。
- このことから両者がそれぞれに陣営を構え、ライバル競争を始めることとなる。発売日から1週間経過後のオリコンのチャート順位によって、負けた方（即ちチャート下位の歌手）の代表者（ゴリエ代表・川田、くず代表・ワッキー）が、9月21日の1時間スペシャルの放送で罰ゲームを受けることになった。
- 9月21日に発表されたオリコンウィークリーシングルチャートではゴリエが3位、対するくずは8位だった。よって、両者のセールス対決はゴリエに軍配が上がり、ワッキーが罰ゲームを受けた。しかしゴリエの新曲はPVを流すなどして大いに宣伝していたが、くずの新曲はBGMで流された程度であり、どちらが勝つかは目に見えており所謂出来レースであったことから番組の方針を疑問視する声が相次いだ。
- ゴリエはその年の「第56回NHK紅白歌合戦」に紅組メンバーとして出場した。しかし、同じくヒット曲を出しているくずは紅白に出場することは無かった。これについてNHK側は「（はっぱ隊同様）くずの出演が、紅白のイメージに合わない」と回答した。宮迫によると、くず側にも紅白のオファーは来ておりNHKによる取材まで行われたがとある紅白の大御所[注 5]から「他局のチンピラのキャラを出すくらいならウチの若手を出せ」という圧力が掛かり、そのままお流れになった経緯があるとYouTubeで語っている。なお、『NHKのど自慢』で出場者がくずの持ち歌を歌うことがあり、NHKから楽曲自体が締め出されているわけではなかった。

### 新春かくし芸大会での演目
- 2002年から2004年まで正月特番の「新春かくし芸大会」に「ワンナイチーム芸」としてかくし芸を披露したが、そのいずれもがあからさまなふざけ芸でしかなかったため、視聴者から苦情が殺到し他の出演者からも批判が多く出た。
- 2002年ではヤングチーム3回戦にてチーム芸「アイスウォーターボーイズ」を披露した。内容は、雪の降る中をワンナイレギュラーがジョルジュ・ビゼーの『カルメン』が流れる中でアーティスティックスイミング[注 6]を披露するものであったが、あまりの寒さに全員プールに入ろうとせず、誰がプールに入るかをジャンケンで決めた結果、ゴリが入ることになったもののゴリは雪の積もったプールサイドに逃げ出し、全員で追いかけ回しカルメンの曲が終わると全員でしっかりポーズを決めるというコントのような展開で終わった。しかし、スタジオでは水に入っていないということを司会の鶴瓶や堺に問い詰められた。点数は35点。
- 2003年では西軍2回戦にてチーム芸「究極のかくし芸・フロモンティ」（フルモンティのパロディ）を披露した。内容については銭湯にて股間を泡、蛇口、ホース、洗面器で隠してギリギリ見えるか見えないかを見せつけるという「究極のかくし」芸を称した裸踊りであった。放送時間帯的に不謹慎なものを放送したことに加え、放送コードに抵触しかねない下ネタだったこともあり相当の不評であった。点数は前回と同じ35点。
- 2004年では西軍3回戦にてチーム芸「アイスウォーターボーイズリベンジ」を披露し、2002年のリベンジとして再度寒中アーティスティックスイミングに挑戦した。まじめに練習するワンナイレギュラーの姿が放送されたが、冬季は会場のプールがアイススケートのリンクに使われていたため断念、というオチをつけて終了となった。見事なまでに裏切られた審査員や、他の出演者は激怒した。点数は21世紀になってからは最低点となる32点を記録し、キャプテンだった鶴瓶率いる西軍は東軍に9点の大差をつけられて敗北した。その直後、ワンナイレギュラーが審査員席に詰め寄り抗議する場面が放送された。「どの施設でも冬季はプール場の立ち入りが厳禁であったため実現不可能だった」と山口は半ばネタ的に説明したが、確信的な再犯であったため、苦情が多く来ることとなった。
- この結果、ワンナイチーム芸は2005年以降は廃止され、関係した出演者・スタッフも一部のスタッフを除いて3年間の責任を取る形で番組を外された。また、ワンナイレギュラーは2005年は全員がかくし芸大会の裏番組に出演する結果となった。

## 主題歌
OP
ルースターズ「恋をしようよ」
使用期間:エブナイTHURSDAY（2000年10月 - 2001年3月）
キャロル「Good Old Rock'n'Roll」
使用期間:ワンナイTHURSDAY～水10！ワンナイR&R（2001年4月 - 2006年12月）

ED
ムーンライト

生きてることって素晴らしい

虹がかかってた

全てが僕の力になる！

## PTAの評価
「子供とメディアに関する意識調査」内『親が子供に見せたくない番組』（日本PTA全国協議会主催）
- 2003年度：2位
- 2004年度：2位
- 2005年度：5位

## スタッフ

### エブナイTHURSDAY
- ナレーター：福笑子
- 構成：松井洋介、福原フトシ、石原健次、福田雄一、柏木克紀、榊暁彦
- TD：馬場直幸
- SW：勝村信之
- カメラ：高田治
- VE：小幡成樹
- 照明：福元崇
- 音声：太田宗孝
- 音響効果：大久保吉久（3×7）
- VTR編集：瓜田利昭（D-Craft）
- MA：石川英男（IMAGICA）
- web master：鬼熊陽一郎
- 美術制作：行武直高
- デザイン：鈴木賢太
- 美術進行：吉田敬
- 大道具：内堀圭一
- アートフレーム：石井智之
- 電飾：鶴田光芳
- 衣裳：山口亜希
- メイク：宮崎香
- 視覚効果：坂井郁美
- 装飾：佐々木伸夫
- アクリル装飾：井出裕
- 特殊装置：水尾一雄
- CG：岡本英士
- ペイント：菊地大介（IMAGICA）
- タイトル：山形憲一
- 電子タイトル：千田奈歩
- TK（タイムキーパー）：松下絵里
- 広報：岡澤雄一
- ディレクター：渡辺琢
- プロデューサー：加茂裕治／港浩一
- 技術協力：ニユーテレス、FLT、サンフォニックス、八峯テレビ
- 制作：フジテレビ制作センター
- 制作著作：フジテレビ

### ワンナイR&R（深夜時代から放送終了時点まで）
- ナレーター：福笑子、根岸朗（『ゴリケル・ジャクソンの真実』のみ）、屋良有作（不定期、『落武者』のみ）、立木文彦
※いずれもクレジット表示なし
- 構成：松井洋介、福原フトシ、石原健次、渡辺鐘、榊暁彦、柏木克紀、桜井慎一、長谷川朝二
- SW：高田治
- カメラ：小川利行
- VE：宮本学、瀧本恵司
- 照明：安藤雄郎
- 音声：篠良一、本間祥吾
- 音響効果：大久保吉久（3×7）
- VTR編集：瓜田利昭（D-Craft）
- MA：吉田肇
- 美術制作：行武直高、大坊雄二
- デザイン：鈴木賢太
- 美術進行：吉田敬、楫野淳司
- 装飾：佐々木伸夫、竹原丈二、田村健治、山科貴弘
- 大道具：広瀬勝之、瀬名波康之
- 衣裳：山口亜希、山田斉
- メイク：宮崎香
- かつら：新井智子、泉水貴光
- 持道具：小林加代子、成田千絵
- 電飾：照喜名紀央、林将大
- アクリル装飾：斉藤祐介
- 生花装飾：佐藤祝子、勝野純子、牧島美恵
- 植木装飾：森慶申
- 視覚効果：中溝雅彦、坂井郁美
- 特殊美術：横山公一
- TK（タイムキーパー）：竹野幸子、水越理恵
- 編成：金井卓也、小中ももこ
- AD：大村雄哉（チーフ）、エビちゃん、赤池洋文、松本祐紀、江藤、大東　ほか
- FD：鷹見睦
- AP：志賀直哉[注 7]、江本薫
- ディレクター：小仲正重、神尾昌宏
- プロデュース：加茂裕治（深夜時代のR&RからR&Bまで）、伊藤征章（水10!R&Rから終了まで）
- 総合演出：渡辺琢
- 技術協力：ニユーテレス、FLT、IMAGICA
- 企画協力：吉本興業（坂本直彦、天野伸二、小池花恵、生沼教行）
- 制作協力：カイト、プラトッシュ
- 制作：フジテレビバラエティ制作センター
- 制作著作：フジテレビ